# Commission des Nations unies pour le droit commercial international
La Commission des Nations unies pour le droit commercial international (CNUDCI) a été créée par l'Assemblée générale des Nations unies par sa résolution 2205 (XXI session) du 7 décembre 1966 pour promouvoir l'harmonisation et l'unification progressives du droit commercial international.
La CNUDCI effectue son travail lors des sessions annuelles tenues alternativement à New York et Vienne.

## Histoire
Quand le commerce mondial a commencé à se développer considérablement dans les années 1960, les gouvernements nationaux ont commencé à réaliser la nécessité d'un ensemble global de normes et de règles pour harmoniser les réglementations nationales et régionales, qui jusque-là régissaient le commerce international.

## Textes
La CNUDCI a préparé un nombre de textes juridiques de différentes natures, notamment traités, lois-type et textes de nature contractuelle. 
Les traités incluent : la Convention pour la reconnaissance et l'exécution des sentences arbitrales étrangères (« Convention de New York sur l'arbitrage ») (New York, 1958); la Convention des Nations unies sur les contrats de vente internationale de marchandises (Vienne, 1980) ( « CVIM »); la Convention des Nations unies sur l'utilisation de communications électroniques dans les contrats internationaux (New York, 2005).
Les lois type incluent la Loi type de la CNUDCI sur l'arbitrage commercial international (1985) avec les amendements adoptés en 2006.
Le Règlement sur la transparence dans l'arbitrage entre investisseurs et États fondé sur des traités (entré en vigueur en avril 2014).
La Convention des Nations Unies sur la transparence dans l'arbitrage entre investisseurs et États fondé sur des traités (New York, 2014, entrée en vigueur 2017) (« Convention de Maurice sur la transparence »).
Les textes de nature contractuelle incluent le Règlement d'arbitrage de la CNUDCI.

## Membres
La CNUDCI est composée à l'origine de 29 États, et a été étendue à 36 en 1973, et de nouveau à 60 en 2002. Les États membres de la CNUDCI représentent différentes traditions juridiques et niveaux de développement économique, ainsi que les différentes régions du globe. Elle comprend 14 pays africains, 14 pays asiatiques, 8 États d'Europe orientale, 10 États des Caraïbes et d'Amérique latine, et 14 pays d'Europe occidentale. Les États membres de la Commission sont élus par l'Assemblée générale. L'adhésion est structuré de manière à être représentative des diverses régions géographiques du monde et les principaux systèmes économiques et juridiques. Les membres de la commission sont élus pour un mandat de six ans, avec renouvellement par moitié tous les trois ans. En date du 21 juin 2010, les membres de la CNUDCI, et les années où leurs membres arrivent à expiration, sont les suivants:

### Afrique
- Bénin (2013)
- Botswana (2016)
- Cameroun (2013)
- Égypte (2013)
- Gabon (2016)
- Kenya (2016)
- Maurice (2016)
- Maroc (2013)
- Namibie (2013)
- Nigeria (2016)
- Sénégal (2013)
- Afrique du Sud (2013)
- Ouganda (2016)

### Asie
- Bahreïn (2013)
- Chine (2013)
- Inde (2016)
- Iran (2016)
- Israël (2016)
- Japon (2013)
- Jordanie (2016)
- Malaisie (2013)
- Pakistan (2016)
- Philippines (2016)
- Singapour (2013)
- Corée du sud (2013)
- Sri Lanka (2013)
- Thaïlande (2016)

### Europe
- Arménie (2013)
- Autriche (2016)
- Biélorussie (2011)
- Bulgarie (2013)
- République tchèque (2013)
- France (2013)
- Allemagne (2013)
- Grèce (2013)
- Italie (2016)
- Lettonie (2013)
- Malte (2013)
- Norvège (2013)
- Pologne (2012)
- Russie (2013)
- Espagne (2016)
- Ukraine (2014)
- Royaume-Uni (2013)
- Turquie (2016)

### Amérique du Nord
- Canada (2013)
- Salvador (2013)
- Honduras (2013)
- Mexique (2013)
- États-Unis (2016)

### Océanie
- Australie (2016)
- Fidji (2016)

### Amérique du Sud
- Argentine (2016)
- Bolivie (2013)
- Brésil (2016)
- Chili (2013)
- Colombie (2016)
- Paraguay (2016)
- Venezuela (2016)